# Avezac-Prat-Lahitte
Avezac-Prat-Lahitte è un comune francese di 579 abitanti situato nel dipartimento degli Alti Pirenei nella regione dell'Occitania.

## Società

### Evoluzione demografica
Abitanti censiti